# Caprimulgus jotaka
El chotacabras jotaka o chotacabras gris (Caprimulgus jotaka) es una especie de ave caprimulgiforme de la familia Caprimulgidae propia del este de Asia y el Himalaya. Anteriormente se consideró una subespecie del chotacablas de jungla (C. indicus), su pariente del sudeste asiático.

## Distribución
Cría el este de Asia, desde el extremo sureste de Rusia, norte de China y Japón hasta las montañas del sudeste asiático y el Himalaya. En invierno se desplaza al sur llegando a Indochina, la península malaya y el archipiélago malayo.